# Хатано Хидэхару
Хатано Хидэхару (яп. 波多野 秀治; 1541 — 25 июня 1579) — даймё провинции Тамба в эпоху Сэнгоку Дзидай периода Адзути-Момояма. Последний глава рода Хатано.

## Биография
Его отец, Хатано Харумити (波多野晴通), после смерти деда Хидэхару — Хатано Танэмити (波多野 稙通) — стал подчинённым Миёси Нагаёси (三好長慶). Сам Хидэхару первоначально был высшим сановником в клане Миёси и одним из немногих присутствовал на церемонии восшествия на престол императора Огимати. Нагаёси погиб во время битвы у замка Яками (八上城) в 1565 году, после чего Хидэхару провозгласил независимость, избрав этот замок в качестве резиденции.
Земли Хатано попали под удар Ода Нобунага во время его похода на Киото. После нескольких сражений Хидэхару сдался полководцу Нобунаги Акэти Мицухидэ.
В 1576 году вновь провозгласил независимость и выступил против Оды. Нобунага велел Мицухидэ снова отправиться в поход на Тамбу, но до его прихода Хидэхару успел прочно закрепиться в провинции и держал оборону на протяжении трёх лет.
Согласно официальным записям рода Ода, Мицухидэ предложил Хидэхару сдаться и предложил свою мать в качестве заложницы. Зная, что выстоять всё равно не удастся, Хидэхару принял предложение и отправился в замок Адзути, чтобы принести Нобунаге свои извинения. Но Нобунага хладнокровно казнил Хидэхару. Узнав об этом, воины гарнизона Яками убили мать Мицухидэ; вероятно, этот инцидент позже значительно повлиял на его решение восстать против сюзерена в 1582 году. Однако за недостатком информации из альтернативных источников полностью доверять записям клана Ода нельзя.
После смерти Хидэхару никто не решился возглавить его войско, и дом Хатано потерпел окончательное поражение.

## Вассалы
- Акай Наомаса (яп. 赤井直正)
- Араки Удзицуна (яп. 荒木氏綱)
- Момий Норинари (яп. 籾井教業)